# Aranyszem
Az Aranyszem (GoldenEye) 1995-ben bemutatott amerikai–brit akciófilm Martin Campbell rendezésben, mely a tizenhetedik James Bond-film. Hosszú kihagyás után teljesen megújulva tért vissza Bond a filmvászonra. Bond szerepében itt mutatkozott be Pierce Brosnan, Miss Moneypenny-ében Samantha Bond, és M-ében Judi Dench. A hidegháború elmúlta a film cselekményén is számos helyen visszaköszön, mivel ez az első Bond-film, ami a rendszerváltás után készült. Albert R. Broccoli utoljára vett részt James Bond-film készítésében, akinek a neve nem is szerepel a stáblistán, ezután lánya, Barbara Broccoli és fogadott fia, Michael G. Wilson vitték tovább a Bond-franchise-t. A film betétdalát Tina Turner énekli. 

## Cselekmény
1986-ban James Bond (Pierce Brosnan) egy arhangelszki szovjet titkos katonai vegyifegyver-gyártóbázisra szivárog be, ahol találkozik Alec Trevelyannal (Sean Bean), azaz a 006-os ügynökkel. A küldetés jól halad, ám a főraktárban csapdába esnek. Ourumov tábornok (Gottfried John) elfogja a 007-es társát és lelövi, Bondnak azonban sikerül elmenekülnie és egyúttal a létesítményt megsemmisítenie. 
9 évvel később Bond éppen Monte Carlóba tart, ahol megismerkedik Xenia Zaragevna Onatoppal (Famke Janssen), aki aktuális partnerével egy admirálissal tölti idejét annak luxusjachtján. Azonban az admirálist szex közben megöli: megszerzi annak igazolványát, hogy az épp bemutatóra ott állomásozó Tiger típusú helikopterhez hozzáférjen. A 007-es miután a nő kilétéről – miszerint az orosz Janus-szindikátus tagja – értesül megpróbálja az elektromágneses kisülésnek is ellenálló harci jármű eltulajdonítását meghiúsítani, sikertelenül. Visszatérve Londonba jelentést teszt erről az MI6 új központjában a főnökének "M"-nek (Judi Dench).
Eközben a szibériai Szevernája radarközpontba megérkezik Ourumov tábornok és Xenia a lopott helikopterrel és aktiválják az Aranyszemet, amely nem más mint egy hidegháborúból visszamaradt szovjet űrfegyver. Eltüntetendő a lopás nyomait mindenkit megölnek a központban Natalja Fjodorovna Szimjonova programozó kivételével, aki elrejtőzött. Ám az Aranyszemmel rálőnek a bázisra, amitől minden számítógép és műszer felrobban az elektromagnetikus impulzus (EMP) hatására. Ezt észlelik Londonban is, ahol Bond az egykori ellenfelét Ourumovot sejti a támadás mögött. 
A 007-es Szentpétervárra utazik, ahol találkozik Jack Wade (Joe Don Baker) CIA-ügynökkel. Az ő segítségével lép kapcsolatba egy ex-KGB-s gengszterrel Valentyin Zsukovszkijjal (Robbie Coltrane), aki végül megszervezi a találkozót a Janus-szindikátus titokzatos vezetőjével egy szoborparkban – ide egyébként Xenia kíséri el Bondot némi sikertelen gyilkos előjátékot követően. A parkban derül ki a szörnyű igazság: a szindikátus feje nem más mint Alec, az egykori 006-os ügynök, aki csak színlelte a halálát Arhangelszkben. Alec bosszúból szövetkezett Ourumovval, mint lienz-kozák, akinek a felmenőit a II. Világháborút követően az Egyesült Királyság elárulta és kiszolgáltatta a Szovjetuniónak, azaz személyes bosszú áll a háttérben. Trevelyan Bondot végül is csapdába ejti és összezárja az időközben elfogott Natalja Szimjonovával a lopott helikopterbe, amit önmegsemmisítésre állított be.
Miután kiszabadulnak a kelepcéből, elfogják őket az orosz katonák. Dimitrij Miskin (Tchéky Karyo) védelmi miniszternek elmondják, hogy Ourumov áll mind a szevernájai támadás, mind a helikopter ellopása mögött. Ám a tábornok rájuk ront a kihallgatás közben és megöli a minisztert. Elkezdődik a hajsza Szentpétervár utcáin: Ourumov a túszul ejtett Nataljával próbál eltűnni Bond elől, aki tankkal követi őket. Később felszállnak Alec páncélvonatára, amit James a tankja segítségével állít meg. A vonaton szembeszáll újra Alec-kel, akinek származását elárulja Ourumovnak, ezzel megzavarva a korrupt tábornokot, végül a tábornokot Trevelyan lelövi, majd Xeniával együtt eltűnik, Bond pedig kiszabadítja Natalját mielőtt Alec felrobbantja a szerelvényt. A programozónő azt is kideríti, hogy Alec számítógépes tevékenysége Kubából indult ki, így Bond és Natalja is odautazik.
Kubában egy hatalmas tó felett körözve repülőgépüket rakétatalálat éri, s lezuhannak. Az erdőben csakhamar rájuk akad Xenia, aki persze újra szex közben akar végezni Bonddal, ám ezúttal pórul jár és életét veszti. A mesterséges tó egyébként egy hatalmas teleszkópos rádióantennát rejtett, amit az Aranyszem irányításához építettek. Bond és Natalja beszivárognak, ahol előbbi aknákat telepít, utóbbi pedig az Aranyszem műhold vezérlését igyekezett szabotálni.
Mindkettejüket végül elfogják. Alec beavatja őket a tervébe: miközben folyamatosan ürítik le a Bank of England számláiról a pénzt, a bűntény nyomát az Aranyszem által lőtt EMP-pulzussal tüntetik el. Ám hirtelen Natalja egykori munkatársa Borisz Grisenko (Alan Cumming) észreveszi, hogy a műhold letért a pályáról, és megpróbálja a feltörni a nő kódját. Teljesen felidegesedve dolgozik, miközben Bond speciális, golyóstollnak álcázott gránátját nyomkodja. Egyik óvatlan pillanatban élesen hagyja, ekkor Bond kiüti a kezéből, ami nyomban aztán felrobban. Bond és Natalja egérutat nyer, ám James felmegy a toronyba, mert félő, hogy Borisz végül mégis vissza tudja szerezni az Aranyszem irányítását, így az antenna mozgatómotorját igyekszik működésképtelenné tenni. 
A toronyban James és Alec végső összecsapásukat vívják, ahol végül Alec marad alul: lezuhan az antenna alsó pólusáról és a tó betonmedencéjének vágódik. Natalja eközben egy helikopter segítségével menti meg Bondot az építményről. Pillanatokkal ezután az eltérített Aranyszem a légkörbe érve felrobban, akárcsak az antenna, ami így rázuhan a földön elernyedten fekvő Alecre. Borisz ugyan túlélte az antenna becsapódását, de azt már nem, hogy folyékony nitrogént tartalmazó tartályok felrobbantak. James és Natalja végre kettesben lettek volna, ám ekkor Wade és a Haditengerészet katonái betoppantak, így a romantikus jelenetek igencsak rövidre sikerültek...

## Szereplők
| Szerep                                | Színész           | Magyar hang    |
| ------------------------------------- | ----------------- | -------------- |
| James Bond                            | Pierce Brosnan    | Kautzky Armand |
| Alec Trevelyan                        | Sean Bean         | Balkay Géza    |
| Natalja Fjodorovna Szimjonova         | Izabella Scorupco | Détár Enikő    |
| Xenia Zaragevna Onatopp               | Famke Janssen     | Tóth Enikő     |
| Arkagyij Grigorovics Ourumov tábornok | Gottfried John    | Fodor Tamás    |
| Valentyin Dimitrovics Zukovszkij      | Robbie Coltrane   | Ujlaki Dénes   |
| Borisz Grisenko                       | Alan Cumming      | Kerekes József |
| Dimitrij Miskin védelmi miniszter     | Tchéky Karyo      | Jakab Csaba    |
| M                                     | Judi Dench        | Moór Marianna  |
| Jack Wade                             | Joe Don Baker     | Kránitz Lajos  |
| Q                                     | Desmond Llewelyn  | Kun Vilmos     |
| Miss Moneypenny                       | Samantha Bond     | Andresz Kati   |
| Bill Tanner                           | Michael Kitchen   | Végvári Tamás  |
| Irina                                 | Minnie Driver     | Nincs szövege  |

## Érdekesség
A film végi hatalmas rádióvevő, mely a film szerint Kubában van, az Arecibo Obszervatórium Puerto Ricóban.

## Videójáték
1997-ben a Rare, Nintendo 64-re fejlesztette a film videójáték változatát GoldenEye 007 néven. A játék műfaja First-Person Shooter.
Az alacsony elvárások ellenére, a játék pozitív kritikákat kapott, és a konzol harmadik legnépszerűbb játéka lett. Az FPS műfaját forradalmasította, hogy ez realistább játékmenetet kapott, szembeállt a Doom és klónjai megközelítésétől, és még bevezette az osztott képernyős multiplayer játékmódot.